# Etrema argillacea
Etrema argillacea is een slakkensoort uit de familie van de Clathurellidae. De wetenschappelijke naam van de soort is voor het eerst geldig gepubliceerd in 1843 door Hinds.